# موریس موت
موریس موت (انگلیسی: Morris Mott؛ زادهٔ ۲۵ مهٔ ۱۹۴۶) بازیکن هاکی روی یخ اهل کانادا بود.